# Schweizer Unterwasser-Sport-Verband

Logo des Schweizer Unterwasser-Sport-Verband SUSV

Der Schweizer Unterwasser-Sport-Verband (SUSV bzw. FSSS für französisch Fédération Suisse de Sports Subaquatiques, italienisch Federazione Svizzera di Sport Subacquei, rätoromanisch Federaziun Svizra da Sport Subaquatic) mit Sitz in Ittigen (Schweiz) ist die Dachorganisation aller Taucherinnen und Taucher in der Schweiz und Mitglied von Swiss Olympic. Der SUSV ist Mitglied bei der Confédération Mondiale des Activités Subaquatiques (CMAS) und vertritt diese in der Schweiz.
Der Verband wurde 1957 gegründet. Man kann ihm als Einzel- oder Klubmitglied beitreten. Der SUSV unterhält sieben Sektionen in der Deutschschweiz und vier Sektionen in der Romandie.

## Kommissionen
Im SUSV gibt es mehrere Kommissionen, diese sind:
- Archäologie-Kommission (AK)
- Foto-Video-Kommission (FV)
- Kommunikationskommission (KK)
- Sportkommission (SK)
- Tauchkommission (TK)
- Umweltkommission (UK)

Die Sportkommission ist für die Bereiche Apnoe, Flossenschwimmen, Unterwasserrugby und Unterwasser-Hockey zuständig. Die Tauchkommission kümmert sich um die Themen Tauchplatzförderung, Taucheinschränkungen, Unterwasser-Archäologie, Biologie und Reisen. Der SUSV setzt sich unter anderem für die Förderung von Tauchplätzen ein. Er initiiert entsprechende Projekte und begleitet aktiv ihre Erschliessung. Seit 2010 gibt es die 6 mal pro Jahr erscheinende Verbandszeitschrift NEREUS.

## Sportarten
Im SUSV sind folgende Sportarten vertreten:
- Flossenschwimmen
- Freediving / Apnoe
- Mermaiding
- Tauchen
- Unterwasserhockey
- Unterwasser-Rugby